# Рјобијанко (Болцано)
Рјобијанко је насеље у Италији у округу Болцано, региону Трентино-Јужни Тирол.
Према процени из 2011. у насељу је живело 547 становника. Насеље се налази на надморској висини од 1331 м.